# László Mészáros
László Mészáros (Debrecen, 12 de mayo de 1977-10 de septiembre de 2024) fue un futbolista húngaro que jugó en la posición de centrocampista.

## Trayectoria
Jugó en las categorías inferiores del Debreceni VSC y llegó a los Países Bajos en junio de 1991, donde fue a la LTS en Brunssum y jugó con Swift en Roermond. Después de unos meses, fue descubierto por el Fortuna Sittard, donde llegó al segundo equipo. Entre 1995 y 1997 jugó en el segundo equipo del VVV-Venlo.
En su último año, Mészáros comenzó en el club amateur alemán ASV Einigkeit Süchteln. En 1998 regresó a Hungría, donde jugó en el Hajdúszoboszlói SE de la segunda división, pero también en el fútbol sala. De vacaciones con su padre en los Países Bajos, Mészáros regresó al Fortuna Sittard de forma amateur a mediados de 2001 a través del exjugador y jefe de la academia juvenil Fred van Barneveld y el entrenador Henk Duut. 
En su primera temporada, descendió a primera división con el Fortuna. Mészáros se convirtió en uno de los favoritos del público en Sittard, pero también luchó regularmente con las lesiones. Debido a la mala situación financiera del club, la directiva se vio obligada a dejarlo ir en 2006. Después de esto, una aventura en un club de Estados Unidos fracasó porque su novia no consiguió el visado porque solo tenía pasaporte húngaro. Jugó brevemente en el club amateur RIOS '31 de Echt, pero no pudo compaginarlo con su trabajo para su propia agencia de empleo. Mészáros pasó a jugar en el RFC Roermond y en el salón del ZVV Roerdalen (Melick). [3]

## Muerte
Mészáros murió en septiembre de 2024 a la edad de 47 años

## Equipos
| Periodo   | Club                   |
| --------- | ---------------------- |
| 1995–1997 | Jong VVV Venlo         |
| 1997–1998 | ASV Einigkeit Süchteln |
| 1998–2001 | Hajdúszoboszlói SE     |
| 2001–2006 | Fortuna Sittard        |
| 2006-2007 | RIOS '31               |
| 2007-2009 | RFC Roermond           |